# Massimiliano Allegri
Massimiliano "Max" Allegri (Livorno, 11. kolovoza 1967.) talijanski je nogometni trener. Kao nogometaš igrao je na poziciji veznog igrača. Trenutačno je trener Milana.
U sezoni 2010./11. Allegri je osvojio Milanu prvi ligaški trofej nakon 2004. godine. Allegri je jedini trener u povijesti talijanskoga nogometa koji je osvojio pet Scudetta i četiri titule talijanskoga kupa uzastopno, te jedini trener u ligama petice koji je osvojio duplu krunu četiri sezone zaredom.

## Priznanja

### Trenerska
Sassuolo
- Serie C1 (1): 2007./08.

Milan
- Serie A (1): 2010./11.
- Supercoppa Italiana (1): 2011.

Juventus
- Serie A (5): 2014./15., 2015./16., 2016./17., 2017./18., 2018./19.
- Coppa Italia (4): 2014./15., 2015./16., 2016./17., 2017./18.
- Supercoppa Italiana (2): 2015., 2018.
- UEFA Liga prvaka (drugoplasirani) (2): 2014./15., 2016./17.

- Serie A – trener godine (1): 2010./11.

## Vanjske poveznice
- Massimiliano Allegri – profil